# Brzydcy
Brzydcy  (ang. Uglies) – książka fantasy napisana przez Scotta Westerfelda. Wydana została w 2007 r. Opowiada historię prawie 16-letniej Tally Youngblood, mieszkającej w Brzydalowie (mieście brzydkich), a pragnącej stać się śliczną. 

## Fabuła
Nastoletnia Tally Youngblood mieszka w świecie, w którym są ludzie brzydcy i śliczni. Z czasem każdy staje się jednak śliczny. Dzieje się tak za sprawą przeprowadzanych operacji – każdy człowiek w dzień swoich urodzin zabierany jest na operację, gdzie przeszczepia się nową skórę, zmienia kształt kości i wykonuje wiele innych zabiegów, aby człowieka brzydkiego przekształcić w ślicznego. 
Pewnego dnia Tally zakradając się do Miasta Nowych Ślicznych spotyka Shay, dziewczynę w jej wieku, urodzoną nawet tego samego dnia. Zaprzyjaźnia się z nią – pokazuje jej sposób na dostanie się do Miasta Ślicznych, a Shay pokazuje jej sposoby latania na deskolotce. Razem latają do Rdzawych Ruin, pozostawionych przez Rdzawych (ludzi, którzy żyli tam w przeszłości). Shay mówi Tally o Davidzie, który podobno nie przeszedł operacji i mieszka z dala od Miast Ślicznych i Brzydkich – w mieście o nazwie Dym, uznawanym za mit, legendę. Przed swoimi urodzinami Shay ucieka, nie chcąc stać się śliczna i zostawia Tally wskazówki jak do niej dotrzeć. Dziewczyna woli czekać na operacje, nie mogąc się doczekać beztroskiej zabawy i pięknych przyjaciół. Los jednak krzyżuje jej plany – Wyjątkowe Okoliczności, odmawiają jej operacji i żądają w zamian za nią zdradzenia miejsca ukrycia Shay i pozostałych Dymiarzy. Jeśli Tally odmówi, nigdy nie stanie się śliczna. Wyrusza więc, podążając za wskazówkami Shay do Dymu. Panujące w Dymie zasady i zaufanie powoli zmieniają jej nastawienie do mieszkających tam ludzi. Niestety Wyjątkowi odnajdują miasto. Zabierają stamtąd ludzi, chroni się tylko David i Tally. Gdy okazuje się, że Shay zrobiono operację, po której już nie jest taka sama (za sprawą maleńkiego uszkodzenia jakie zostaje po każdej operacji, stąd wszyscy Śliczni są szczęśliwi), Tally, aby rodzice Davida mogli znaleźć na to skuteczny lek, postanawia się poddać operacji, aby zostać ich „obiektem eksperymentów”. 

## Postacie
- Tally Youngblood – główna bohaterka, mieszka w Brzydalowie. Z utęsknieniem czeka na 16 urodziny, aby stać się śliczną i ponownie spotkać się z przyjacielem Perisem. Wszystko zmienia się, gdy dociera do Dymu i poznaje Davida, w którym się zakochuje. Aby ocalić Shay, zgadza się zostać śliczną, aby można było na niej przetestować lek, usuwający skazy pooperacyjne.

- Shay – przyjaciółka Tally, urodziła się tego samego dnia. Nie chcąc stać się śliczna, ucieka do Dymu. Zostawia Tally wskazówki, aby i ona mogła za nią trafić. Zakochana w Davidzie, złości się, że ten nie tylko nie odwzajemnia jej uczucia, ale interesuje się Tally. Pod koniec tomu, Wyjątkowi siłą robią jej operację, po której staje się śliczna.

- David – jeden z Dymarzy, syn Maddy i Aza. Zakochany w Tally.

- Maddy i Az – rodzice Davida, byli śliczni – lekarze, którzy robili operację. Dzięki nim Tally dowiaduje się, że zabiegi te, oprócz wyglądu zewnętrznego zmieniały także osobowość – maleńka skaza w mózgu po każdej operacji sprawiała, że ludzie zapominali o tym, co było wcześniej, jak np. niechęci do zostania ślicznym (jak Shay). Było to zastąpione głównie chęcią zabawy. Odkryli lek, który mógłby usunąć skazy, ale potrzebowali kogoś do testów.